# XM-26 LSS
XM-26 LSS (Lightweight Shotgun System) hay M26 MASS (Modular Accessory Shotgun System) là loại súng shotgun được phát triển trong chương trình US Army's Soldier Battle Lab khởi động từ cuối những năm 1990. Nó được chế tạo bởi công ty C-More Systems với ý tưởng về một hệ thống hỗ trợ chiến đấu nhẹ có thể gắn vào vũ khí chính của người lính mà trong trường hợp này là M16. Súng cung cấp các chức năng bổ sung cho vũ khí chính như một loại shotgun bằng việc sử dụng các loại đạn khác nhau như phá cửa, sử dụng đạn sát thương cao để cận chiến hay các loại đạn phi sát thương khác như đạn cao su, đạn hơi cay... cùng các loại đạn khác cho từng mục đích. Nó thích hợp với những người lính thích mang ít số vũ khí đem theo để nhẹ nhàng cho việc di chuyển, với việc gắn cả hai loại vũ khí với nhau nó trở nên gọn và nhẹ hơn so với việc phải vác nguyên một khẩu shotgun khác.
Ý tưởng này dựa theo hệ thống vũ khí KAC Masterkey của công ty Knight's Armament Company được giới thiệu những năm 1980 khi đó các khẩu shotgun Remington 870 được cưa ngắn lại để gắn dưới các khẩu M16. M26 là cải tiến của Masterkey với hộp đạn có thể tháo rời để dễ dàng cho việc sử dụng hơn là ống đạn kiểu bơm trước đó.
Hiện tại thì loại súng này được cung cấp với số lượng nhỏ để thử nghiệm tại Afghanistan và đang nhận được đánh giá tích cực. Quân đội Hoa Kỳ dự tính mua 35.000 khẩu và 9.000 khẩu đã được lập hợp đồng mua.

## Thiết kế
M26 MASS sử dụng thoi nạp đạn trượt và xoay để nạp đạn bằng tay với nút kéo lên đạn có thể đặc tùy chọn ở hai bên thân súng. Nòng súng được gắn một bộ phận chống giật được thiết kế riêng cho súng.
Súng không có điểm ruồi khi gắn với vũ khí chính và xạ thủ sẽ sử dụng điểm ruồi của vũ khí chính cho việc nhắm. Nhưng khi được tháo ra để tác chiến độc lập thì nó có thanh răng trên thân để gắn các hệ thống nhắm phù hợp cũng như tay cầm cò súng và báng súng sẽ được gắn vào khi ở dạng này. Hộp đạn rời có thể chứa được 3 đến 5 viên.